# 유로비전 송 콘테스트 1999

녹색이 참가국. 빨강은 결승전에 진출하지 못한 나라. 노랑은 과거에 참가하였으나 1999년에 참가하지 않은 나라.

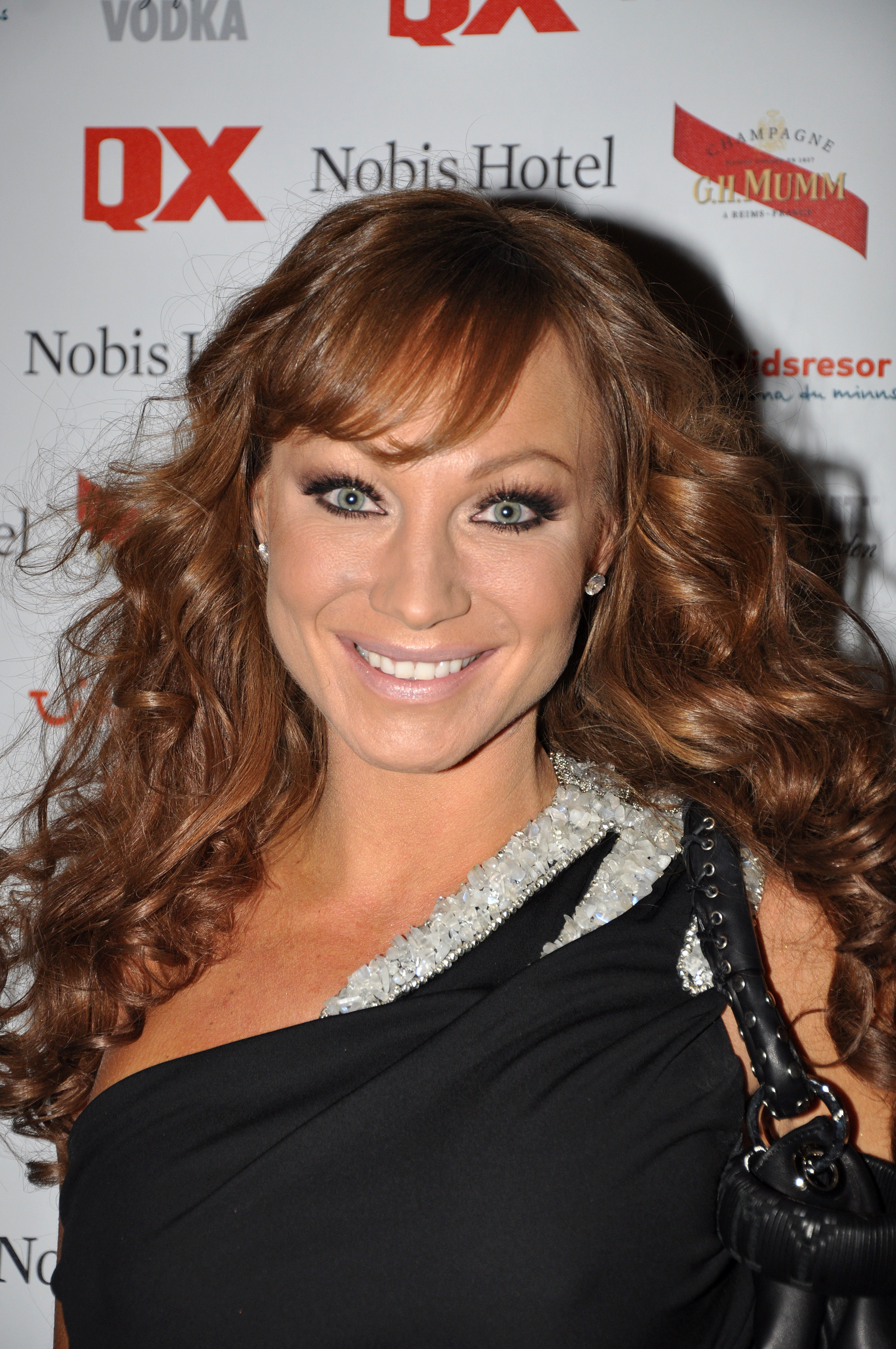
Charlotte Perrelli (2011)

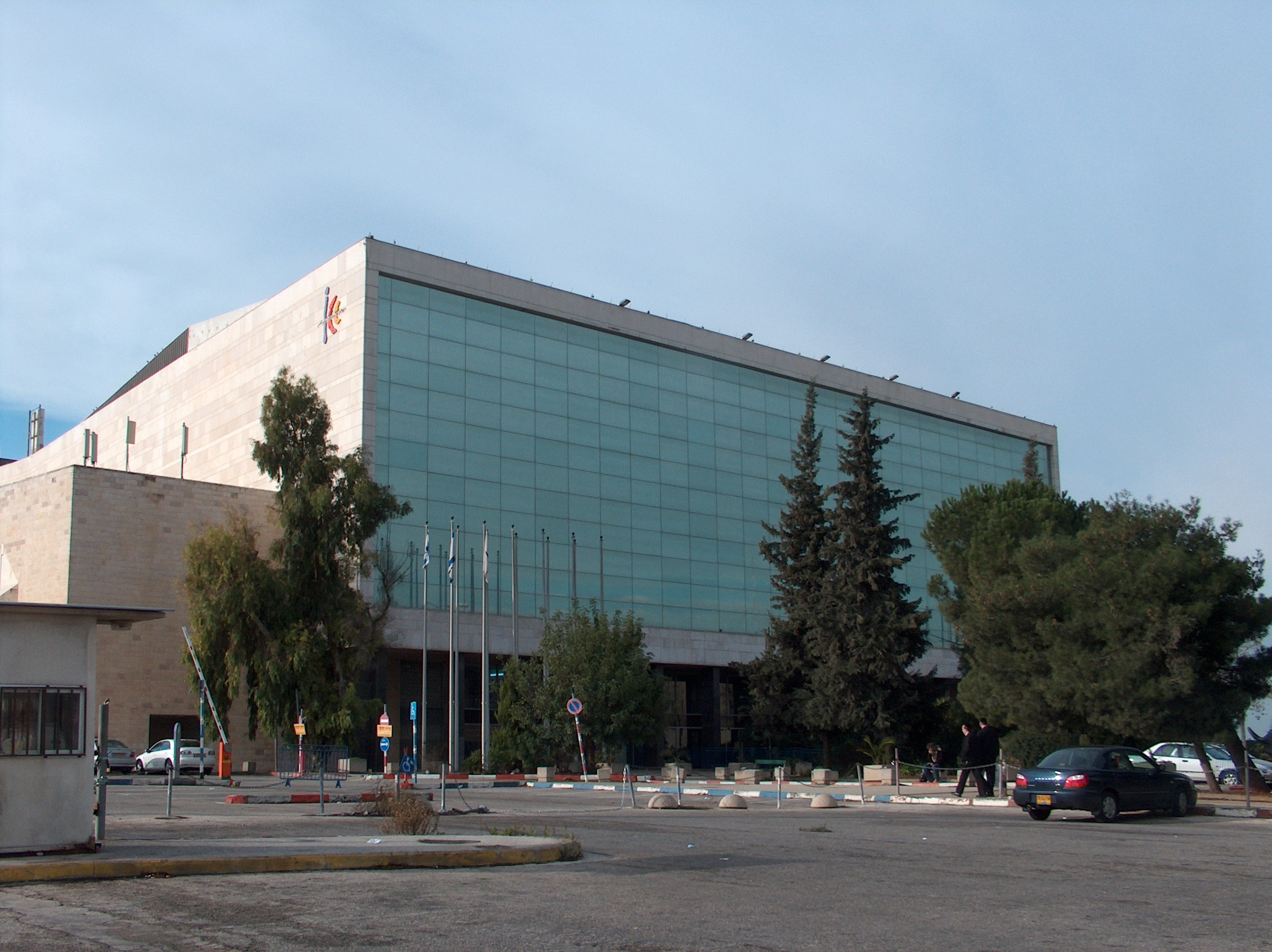
예루살렘 국제 컨벤션 센터

유로비전 송 콘테스트 1999(Eurovision Song Contest 1999)은 제44회 유로비전 송 콘테스트이다. 스웨덴의 샬럿 닐슨의 노래 Take Me To Your Heaven가 우승을 거머쥐었다. 이 행사는 전년도 행사에 이스라엘이 우승하면서 이스라엘 예루살렘 국제 컨벤션 센터에서 1999년 5월 29일 저녁에 개최되었다.